# Partido Cívico Femenino
El Partido Cívico Femenino (PCF) fue un movimiento político chileno de ideología feminista, el primero de este tipo en la historia de Chile. Surgió en 1922, liderado por Estela La Rivera de Sanhueza, Elvira de Vergara, Berta Recabarren y Graciela Lacoste Navarro, entre otras.
Esta agrupación se declaró laica e independiente de la influencia de cualquier credo religioso o de alguna ideología política. Se estructuró de una manera transversal, tomando como precedentes los estatutos de varios movimientos y organizaciones de mujeres de otros países, como organizaciones feministas de España, Uruguay y Argentina.
Entre sus principios programáticos el PCF planteaba la lucha por los derechos políticos y civiles de las mujeres, la protección de los niños y la maternidad. En materias educacionales y culturales, propugnaba una educación mixta y por que las mujeres tengan derecho a formación profesional, así como a independencia económica.
Como estrategia propagandística, el partido creó la Revista Acción Femenina, que sirvió como medio para propagar sus ideales, entre lo específico, propugnó el derecho a voto para las mujeres en las elecciones municipales. Para lograr sus objetivos, la estrategia del Partido Cívico Femenino incluyó la realización de distintos encuentros, conferencias y charlas, donde les entregaban a las mujeres de manera sencilla el conocimiento que pudiera permitir que lucharan por sus derechos laborales, civiles y políticos.